# Frank Langmack
Frank Langmack (født 1976) er en dansk forfatter. 
Langmack er en litterær performancekunstner og poetry slam-artist, der især er kendt for sine beatbox-digte og kropsæstetiske tekster[kilde mangler]. 
I år 2000 var han med til at starte digterkollektivet Ord på hjul og siden har han arbejdet sammen med Vagn Remme og Sternberg om litterære installationer og koncepter. 
Langmack er tidligere danmarksmester og øresundsmester i Poetry Slam.